# Gianni Sommariva
Gianni Sommariva (Albenga, 1963) è un ex velista italiano.

## Biografia
Gianni Sommariva, fratello di Agostino Sommariva, da buon ligure è in barca fin da giovanissimo ed ottiene i primi successi nei 420. Vince infatti nel 1980 il titolo italiano e successivamente è secondo ai campionati europei. Si conferma ancora campione d'Italia nel 1982 ed è ancora secondo nel campionato d'Europa.
Passa agli FD ed è riserva olimpica a Los Angeles '84. L'anno successivo vince il titolo italiano classe Fireball. Nell'86 sugli FD è terzo agli Europei in Jugoslavia. Vince il titolo italiano di questa classe nell'87 ed è secondo alle selezioni olimpiche di Seul. Nel '90 a Newport negli Usa è quarto al Mondiale e l'anno dopo, vince prima a Ravenna il titolo italiano, poi è quinto alla regata preolimpica di Barcellona.
Ancora secondo l'anno dopo alla selezione per i Giochi di Spagna, vince nel '96 il Giro d'Italia a vela su "Cesse Provincia di Savona".
Nel '97 due secondi posti, al Giro d'Italia ed agli assoluti J24. Nel '98 conquista in successione due Mondiali, prima quello Mumm 30 negli Stati Uniti a Hiltonhead, successivamente quello J22 a Genova.
Nel '99 vince il mondiale J24 a Torbole e nel 2000 è secondo al mondiale ISAF J22 in Dubai. Nel 2002 vince il mondiale ISAF "Classe 380" ed il titolo italiano Beneteau 25 a Ravenna, ripetendosi a Palermo nel 2003.
È proprietario assieme al fratello di una nota azienda che produce olio Ligure ad Albenga.

## Onorificenze
- Nel 1998 è nominato "atleta ligure dell'anno".